# 中华人民共和国第十届大学生运动会
第十届全国大学生运动会原本计划于2016年9月在浙江杭州举行，届时将有31个省、自治区、直辖市、新疆生产建设兵团以及香港和澳门特别行政区的近万名大学生运动员、教练员、裁判员参赛，其间将召开全国高等学校体育科学论文报告会。
由于全国大学生运动会和全国中学生运动会合并统一承办，2017年9月杭州改为举办第十三届全国学生运动会。